# Weischlitz
Weischlitz – gmina w Niemczech, w kraju związkowym Saksonia, w powiecie Vogtland. Do 31 grudnia 2016 siedziba wspólnoty administracyjnej Weischlitz. Do 29 lutego 2012 w okręgu administracyjnym Chemnitz.
1 stycznia 2011 do gminy przyłączono gminę Burgstein, a 1 stycznia 2017 gminę Reuth.